# Dohle (Hut)
Bei der Dohle handelt es sich um einen dunklen Herren-Hut. Ursprünglich war damit zumeist ein hoher Hut oder Zylinder gemeint. Typisch ist ein Filzprodukt mit zylindrischem oder rund-hohem Kopf sowie fester Krempe. Die lautmalerische Ähnlichkeit zu Bowler fällt auf. Bis Mitte des 20. Jahrhunderts bezeichnete man in Deutschland dunkle, schwarze oder dunkelbraune, ältere oder höhere Hüte umgangssprachlich als Dohle. So trägt eine Figur in Bredels Die Väter eine schwarze Dohle. In der Kasseler Mundart spricht man von hoher Dohle, wenn es ein altmodischer, schlechter, ärmlicher Hut ist.